# Jakob Heusser-Staub

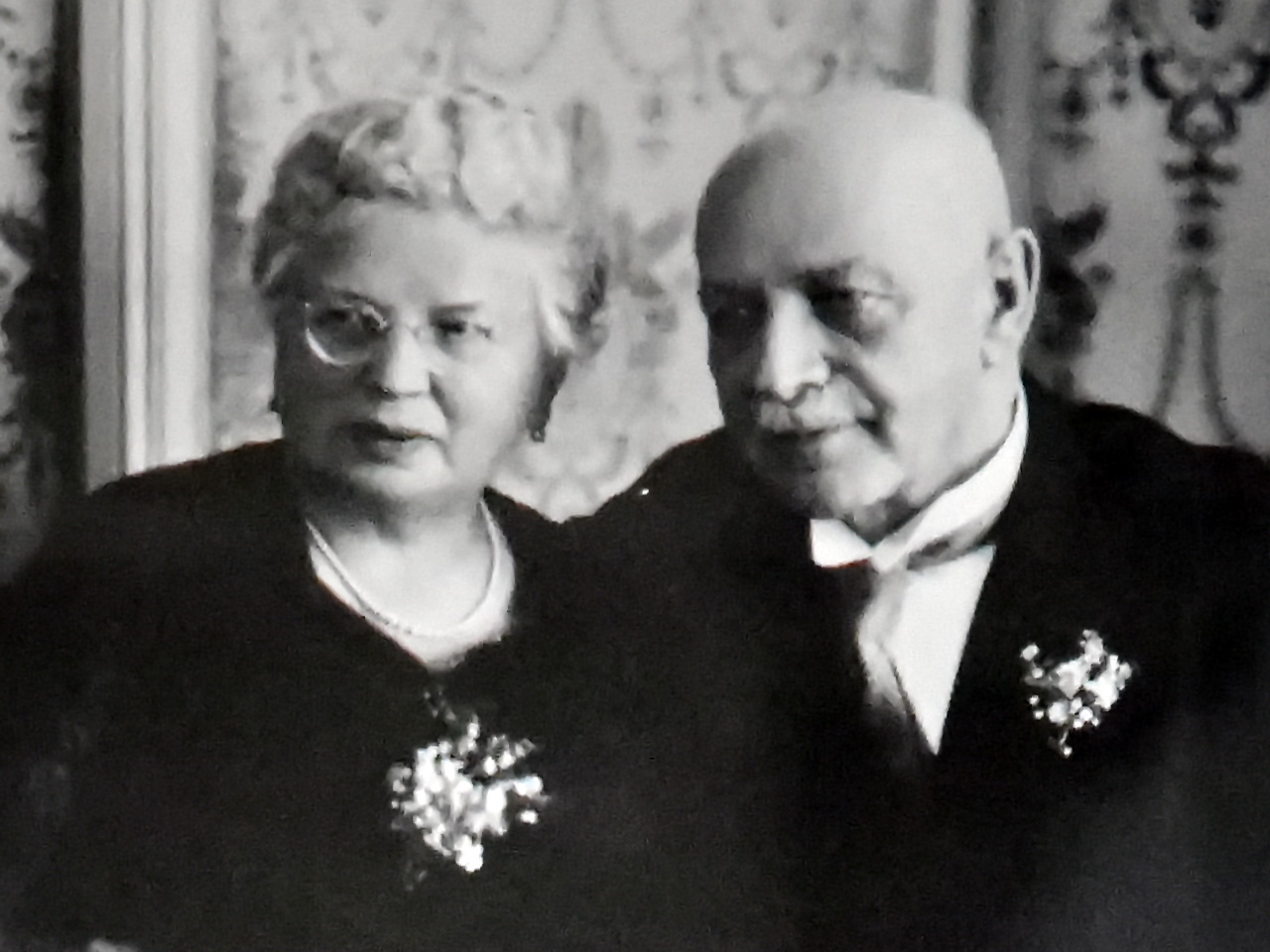
Bertha Heusser-Staub und Jakob Heusser-Staub

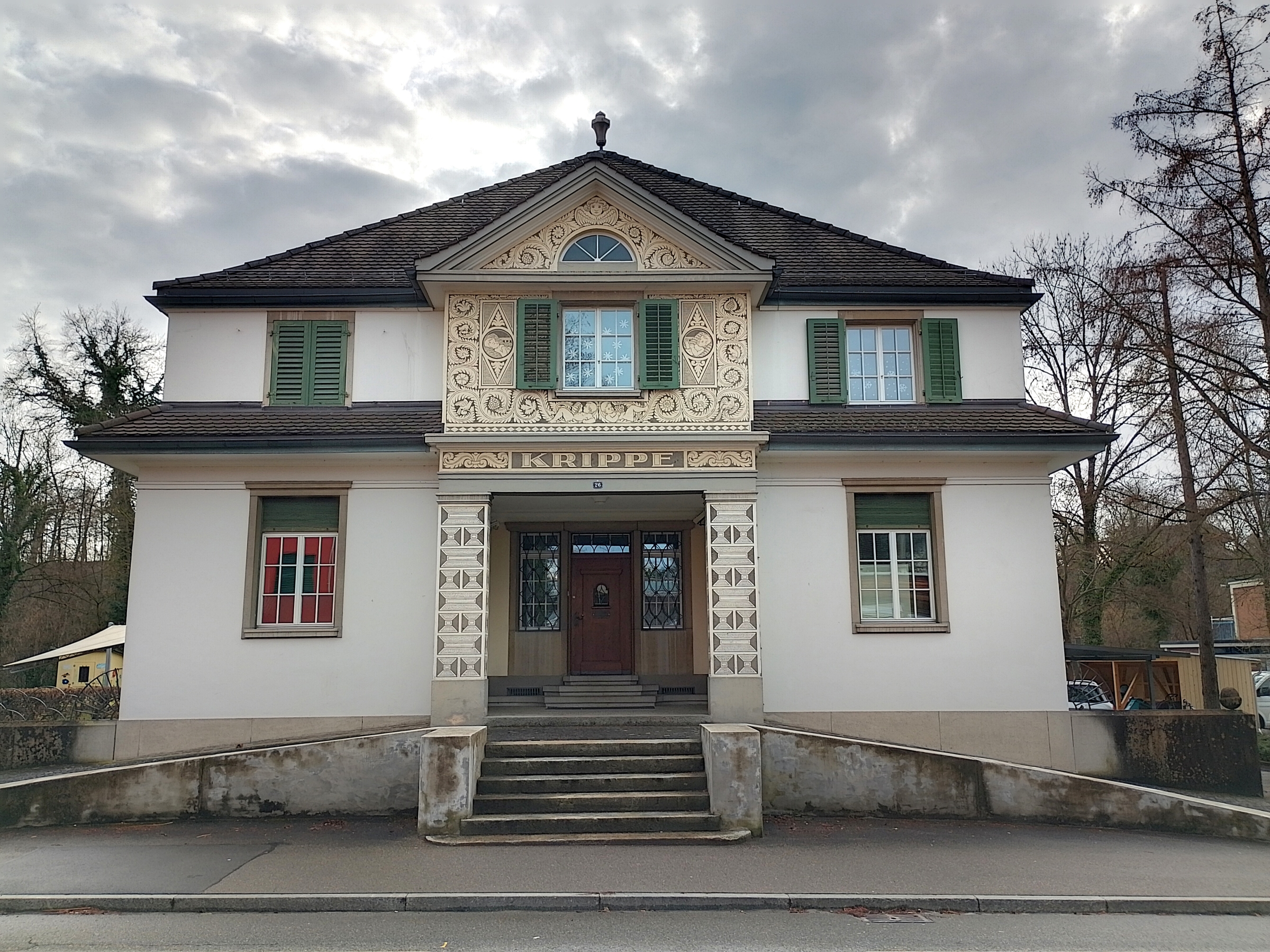
Erste Kinderkrippe in der Schweiz. Florastrasse 26, Uster

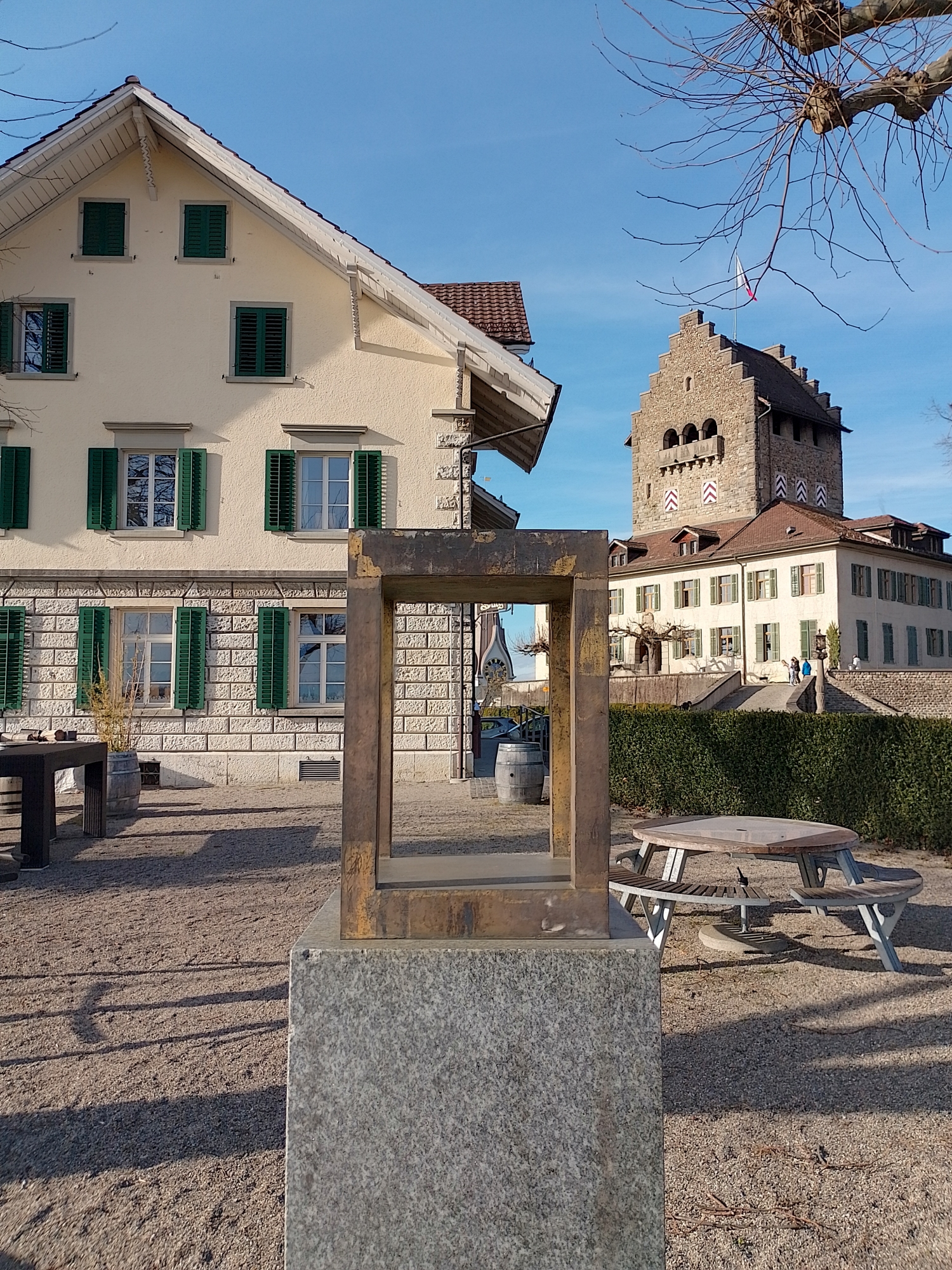
Schloss Uster. Gedenkstein für Jakob Heusser-Staub

Jakob Heusser-Staub (* 3. März 1862 in Irgenhausen; † 23. August 1941 in Uster) war ein Schweizer Industrieller.

## Leben und Werk

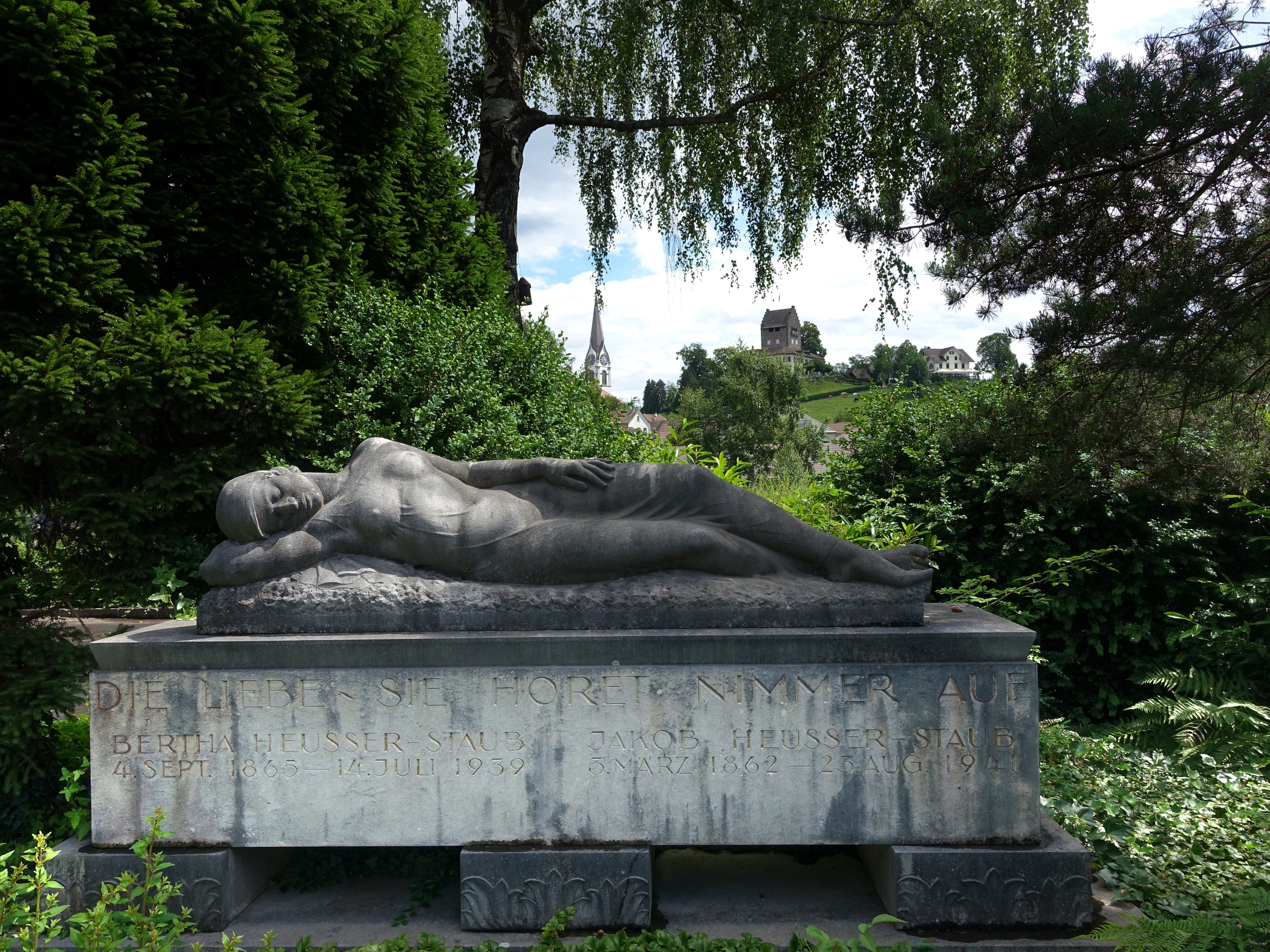
Grab auf dem Friedhof in Uster. Grabskulptur von Walter Hürlimann.

Der Sohn von Kaspar Heusser-Schellenberg (1836–1910) absolvierte 1879 die Industrieschule in Zürich, eine Ausbildung im elterlichen Textilbetrieb und Auslandspraktika in der Seidenindustrie in Lyon und England. Heusser leitete ab 1883 die familieneigene Spinnerei in Bubikon. 1889 heiratete er Berta, geborene Staub (* 4. September 1865; † 14. Juli 1939).
Ab 1897 war er als Textilhändler tätig und erwarb 1900 eine zweite Spinnerei in Oberuster. Nach dem Tod des Vaters übernahm er den Familienbetrieb, dessen Expansion er durch weitere Spinnereien forcierte. Ab 1918 beteiligte er sich finanziell an der Zellweger AG und erwarb 1919 die Aktienmehrheit an Schiesser.
Anfang der 1920er Jahre beteiligte er sich an der Produktion des ersten Tonfilms in der Schweiz. 1916 erwarb er Schloss Uster, liess es renovieren und begründete darin eine Schule, die er zusammen mit der 1918 gegründeten Kinderkrippe an der Florastrasse 26 in die 1927 errichtete Heusser-Staub-Stiftung einbrachte. Auf deren Land am Ustermer Schlossberg wurde nach 1975 der Weinbau wieder aufgenommen.
1929 erwarb Heusser-Staub für 4 Mio. Franken die Aktien der Baumwollspinnerei und Weberei Wettingen in der Absicht, diese stillzulegen, doch hatte gerade wieder ein wirtschaftlicher Aufschwung zu greifen begonnen. Ausserdem erbrachten die Wasserrechte, die er für den Bau des Limmatkraftwerkes der Stadt Zürich verkauft hatte, gute Rendite. Fortan stellte der Betrieb den Transmissionsantrieb der Wasserturbinen auf elektrischen Strom um, den er vom Elektrizitätswerk Wettingen bezog.
Da er keine Nachkommen hatte, regelte Heusser-Staub als Schiesser-Aufsichtsratsvorsitzender seine Nachfolge: 1938 gründete er die Hesta Holding als Teil der Schweizer Heusser-Staub AG (später Hesta AG), deren Grundstein im Jahr 1869 von seinem Vater gelegt worden war. Die Hesta Holding wurde Muttergesellschaft von Schiesser.
Seine letzte Ruhestätte fand das Ehepaar Heusser-Staub auf dem Friedhof in Uster. 1991 wurde ein Gedenkstein mit einer Plastik von Otto Müller beim Schloss Uster für den Ehrenbürger und Stifter des Schlosses von Uster, Jakob Heusser-Staub, aufgestellt.